# Typetje

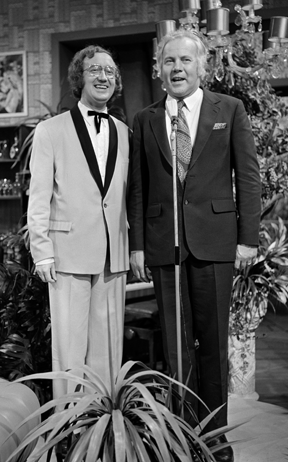
Barend Servet en Fred Haché in De Fred Haché Show. Deze typetjes werden gespeeld door respectievelijk IJf Blokker en Harry Touw en werden begin jaren 70 bedacht door televisiemaker Wim T. Schippers

Een typetje is een fictief, komisch personage met sterk uitgesproken eigenschappen en karaktertrekjes die meestal karikaturaal worden uitvergroot.
Veel typetjes zijn dan ook stereotypen die clichés bevestigen. Een typetje wordt doorgaans gespeeld en gecreëerd door één acteur. Sommige typetjes zijn zo bekend dat ze haast in één adem met de originele acteur worden genoemd. Net als met beroemde serieuze rollen van acteurs kunnen ook beroemde komische rollen van acteurs uiteindelijk uitmonden in typecasting. Het publiek associeert de acteurs uitsluitend nog met de rol die ze ooit speelden in een bepaalde serie of film en kan hen daarom niet meer in een andere rol aanvaarden. Sommige acteurs zijn hierdoor genoodzaakt hun hele leven hetzelfde personage, typetje of een soortgelijke rol te spelen. Dit typetje wordt dan ook hun alter ego. Men spreekt dan ook wel van het swiebertje-effect.